# IC 3578
IC 3578 је спирална галаксија у сазвјежђу Дјевица која се налази на листи објеката дубоког неба у Индекс каталогу.
Деклинација објекта је + 11° 6' 5" а ректасцензија 12h 36m 39,5s. Привидна величина (магнитуда) објекта IC 3578 износи 14,4 а фотографска магнитуда 15,1. IC 3578 је још познат и под ознакама UGC 7782, MCG 2-32-153, CGCG 70-190, VCC 1684, PGC 42079.